# Pico do Fogo

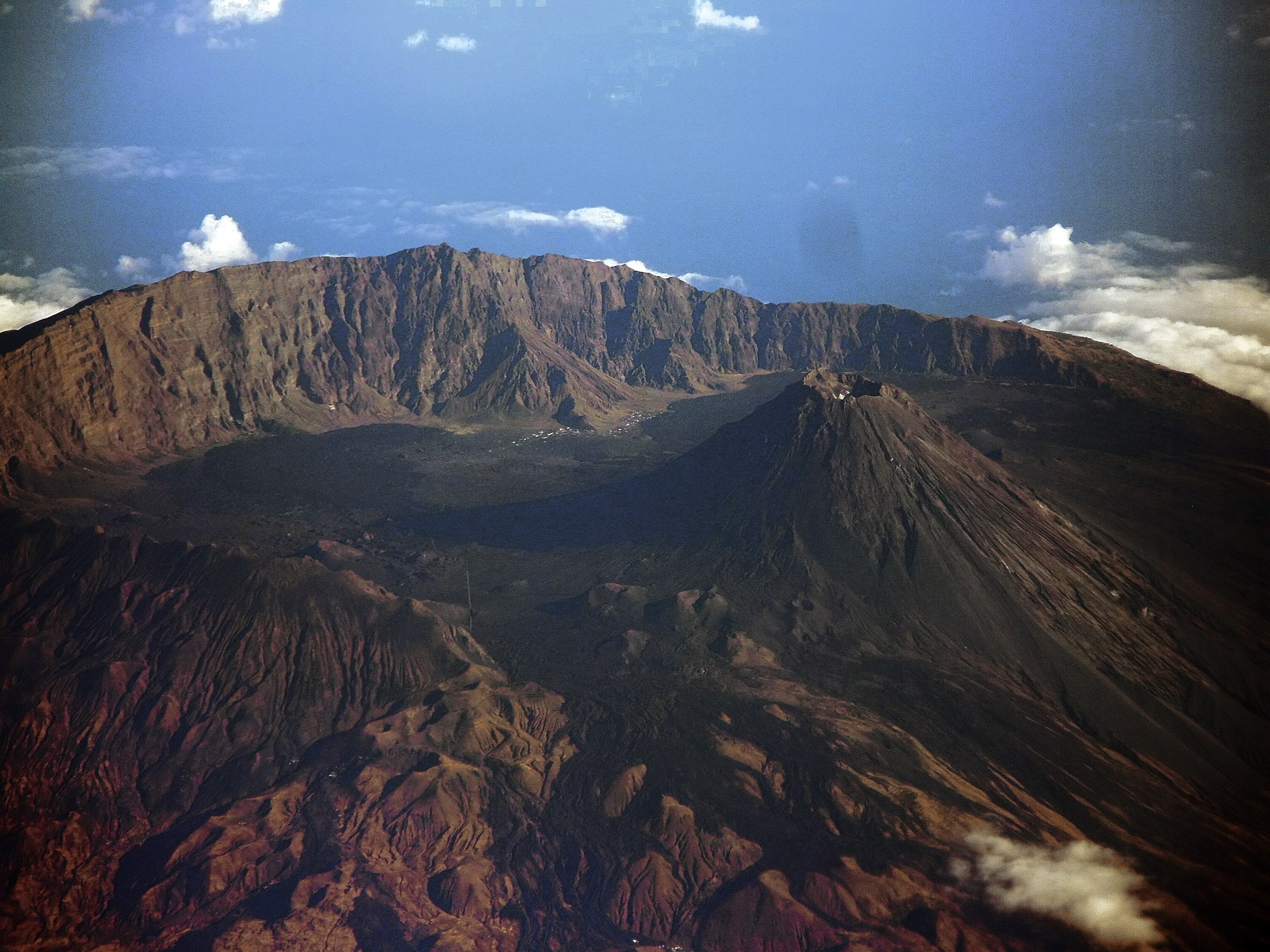
Chã das Caldeiras

A Pico do Fogo egy aktív rétegvulkán a Zöld-foki Köztársaságban, Fogo szigetén.
A tűzhányó csúcsa egyben az ország legmagasabb pontja is. Egy hatalmas kalderában Chã das Caldeiras (8 km átmérő) emelkedik, magassága 2829m. 

## Múlt
A történelem előtti időkben a hegy jóval magasabb volt, ám egy robbanás a vulkáni kúp tetejét a levegőbe röpítette; a helyén 9 km átmérőjű kaldera maradt vissza. A vulkán legaktívabb része jelenleg a kaldera közepén emelkedő másodlagos kúp.
Utolsó nagy kitörése 1675-ben tömeges kivándorlást indított el a szigetről, a hegy éjjel több száz mérföldről látható volt és mint természetes világítótorony évekig szolgálta hajózást.
A vulkán utoljára 1995 tavaszán tört ki. A folyamat március 25-én gyenge földrengésekkel kezdődött. Április 2-án éjjel a másodlagos kúp hét ponton megnyílt; ezek közül a legjelentősebb a Pico Pequeño (1950 m) volt a hegy nyugati oldalán. A kitörő gázok 2000 méter magasra emelték a hamufelhőt, és vulkáni bombaákkal szórták be a környéket. Több mint ötezer ember menekült a tengerpart településeibe. A belső kúpból két lávafolyam ömlött ki. Hosszuk elérte a 4 kilométert, szélességük a 600 métert, a láva hőmérséklete az 1026°C-ot. A lávaár elpusztított egy kisebb települést és jelentős művelt földterületet.
A hegy lejtőin kávét termesztenek, a lávát építőanyagnak használják. A csúcs közelében, a kráterben vannak a sziget legjobb szőlői, amiket egy, a kalderában épült kis falu, Chã das Caldeiras lakói művelnek. A hegycsúcson és környékén alakították ki a Fogo Nemzeti Parkot (Parque Natural do Fogo).

## Új kitörés 2014. november 24-én
A lakosság elhagyja a szigetet.
https://www.youtube.com/watch?v=AvM11QTffNk

## Fordítás
Ez a szócikk részben vagy egészben  a   Pico do Fogo című angol Wikipédia-szócikk fordításán alapul.  Az eredeti cikk szerkesztőit annak laptörténete sorolja fel. Ez a jelzés csupán a megfogalmazás eredetét és a szerzői jogokat jelzi, nem szolgál a cikkben szereplő információk forrásmegjelöléseként.